# Cardiandra formosana
Cardiandra formosana là một loài thực vật có hoa trong họ Tú cầu. Loài này được Hayata mô tả khoa học đầu tiên năm 1906.